# Фридрикс, Регина-Луиза
Регина-Луиза фон Фридрикс (Фредерикс; также Ирина Захарьевна; урождённая Христинек/Христинегг; нем. Regina-Louise «Irina» von Freedricksz; Christineck; 1735―1821) ― российская баронесса, владелица промышленных предприятий.
Регина-Луиза Фридрикс родилась в немецкой семье в Санкт-Петербурге. Приходилась младшей сестрой художнику Карлу Людвигу Христинеку, получившему большую известность в России того времени за свою работу над портретами российской знати (также написал и портрет своей сестры).
Вышла замуж за барона Ивана Фридрикса (1723―1779), придворного банкира императрицы Екатерины II, основателя династии Фридриксов. В браке у них родилось девять детей.
В 1773 году её супруг приобрёл земли близ Ладожского озера, где основал поместье Ириновка, названное, по одной версии, в честь Регины-Луизы (Ирина ― русифицированная версия имени Регина; ныне эта деревня располагается во Всеволожском районе Ленинградской области). По другой версии, название деревни происходит от, якобы, стоявшей в деревне до постройки церкви или часовни святой великомученицы Ирины.
Здесь Фридрикс управлял своими предприятиями по добыче торфа, изготовлению кованых изделий, а также молочными фермами. В следующем году Регина-Луиза сама основала предприятие по производству стекла на реке Морье. В отличие от государств Западной Европы того времени, где замужние женщины находились под патронажем своих мужей, закон Российской империи от 1753 года признавал за замужними женщинами право самостоятельно владеть и управлять имуществом от своего имени, независимо от своих супругов. В конце XVIII века фигура дворянина и по совместительству фабриканта вовсе не была в диковинку в России в отличие от, например, старорежимной Франции, хотя в то же время в России купеческое сословие было сравнительно малочисленным. Так или иначе, некоторые дворянки стали успешными промышленниками: из четырнадцати женщин-владелиц предприятий в конце XVIII века в Северной России десять принадлежали к дворянскому сословию. 
7 сентября 1778 года, в принадлежащей барону Ивану Фридриксу мызе Рябово, была освящена четырёхсотместная кирха посвящённая Святой Регине. Она стала центром Рябовского лютеранского прихода и первой церковью на территории современного города Всеволожска. Святая во имя которой была освящена кирха и день освящения храма — день памяти Святой Регины, были выбраны в честь Регины-Луизы Фридрикс.
Регина-Луиза Фридрикс успешно вела свои дела, и уже в 1794 году она основала второй завод рядом со своим поместьем в Ириновке. Две её фабрики производили 400 ящиков оконного стекла высокого качества в год на общую сумму в 24 800 рублей. Изначально она управляла фабриками самостоятельно, но позднее передала их в непосредственное управление Францу Нахману, Себастьяну Нахману и Анне Ерофеевой. В 1812 году окончательно продала свои заводы, которые впоследствии продолжали функционировать вплоть до 1912 года.

### Семья
Супруг — Иван Юрьевич Фридрикс (1723―1779). Их дети:
- Луиза Ивановна Фридрикс (Карпелан) (1750—?)
- Андрей Иванович Фридрикс (1759—1843)[5] — бригадир, адъютант князя Потёмкина.
- Александр Иванович Фридрикс (1760—1799) — барон, подполковник артиллерии, обер-контролёр Военной коллегии
- Пётр Иванович Фридрикс (1761—1812) — барон, подполковник артиллерии, кавалер ордена святого Георгия IV степени
- Густав Иванович Фридрикс (1763—после 1815) — барон, подполковник артиллерии, надворный советник
- Екатерина Ивановна Фридрикс (Меллер-Закомельская, Казаринова) (1765—1820)
- Иван Иванович Фридрикс (1766—1828) — подполковник
- Доротея Ивановна Фредерикс (1769—1779)
- Елена Ивановна Фридрикс (Пирх, фон Вельтцин) (1771—?)[6]